# Oecetis indivisa
Oecetis indivisa är en nattsländeart som först beskrevs av Martynov 1936.  Oecetis indivisa ingår i släktet Oecetis och familjen långhornssländor. Inga underarter finns listade i Catalogue of Life.